# John Houston Savage
John Houston Savage, född 9 oktober 1815 i McMinnville i Tennessee, död 5 april 1904 i McMinnville i Tennessee, var en amerikansk politiker (demokrat). Han var ledamot av USA:s representanthus 1849–1853 och 1855–1859.
Savage efterträdde 1849 Hugh Lawson White Hill som kongressledamot och efterträddes 1853 av William Cullom. År 1855 tillträdde han på nytt som kongressledamot och efterträddes 1859 av William Brickly Stokes.